# Tsarens mördare
Tsarens mördare är en sovjetisk-brittisk dramafilm från 1991 i regi av Karen Sjachnazarov.

## Rollista (i urval)
- Malcolm McDowell - Timofejev/Jakov Jurovskij
- Oleg Jankovskij - Doktor Smirnov/Tsar Nikolaj II
- Armen Dzjigarchanjan - Aleksandr Jegorovitj
- Jurij Sjerstnjov -   Kozlov
- Anzjelika Ptasjuk - Marina
- Viktor Seferov - Vojkov